# Dzjanis Obrazaŭ
Dzjanis Michajlavič Obrazaŭ (in bielorusso Дзяніс Міхайлавіч Образаў?; Vicebsk, 24 giugno 1988) è un ex calciatore bielorusso, di ruolo difensore.

## Carriera

### Club
Ha sempre giocato nel campionato bielorusso, alternandosi tra la massima serie e la seconda divisione.

### Nazionale
Ha giocato nella nazionale bielorussa Under-21.